# Římskokatolická farnost Šumvald
Římskokatolická farnost Šumvald je územní společenství římských katolíků v děkanátu Šternberk s farním kostelem svatého Mikuláše.

## Území farnosti
Do farnosti náleží území těchto obcí:
- Šumvald
  - farní kostel svatého Mikuláše
- Břevenec
  - Kaple svatého Antonína Paduánského v místní části Břevenec
- Horní Sukolom
  - Kaple sv.Jana Nepomuckého